# 圣安东尼奥-杜伊坦贝
圣安东尼奥-杜伊坦贝是巴西米纳斯吉拉斯州的一个市镇。总面积303.857平方公里，总人口4517人，人口密度14.9人/平方公里。